# Kherson oblast
Kherson oblast (ukrainsk: Херсонська область, tr. Khersonska oblast) er en af Ukraines 24 oblaster, beliggende i den sydlige del af landet på begge sider af floden Dnepr.
Kherson oblast blev grundlagt den 30. marts 1944 og har et areal på 28.461 km². Oblasten har 1.001.598 (2022) indbyggere. Oblastens største by og administrative center er Kherson (294.900(2016)). Andre større byer er Nova Kakhovka (46.900(2016)), Kakhovka (36.900(2016)), Olesjky (25.000(2016)) og Skadovsk (18.600(2016)). Oblasten består af 5 rajoner.